# Oeneis tunga
Oeneis tunga är en fjärilsart som beskrevs av Otto Staudinger 1894. Oeneis tunga ingår i släktet Oeneis och familjen praktfjärilar. Inga underarter finns listade i Catalogue of Life.